# 裴瑗
裴 瑗（はい えん、467年 - 539年）は、北魏から東魏にかけての官僚。字は珍宝。本貫は河東郡聞喜県。

## 経歴
幼くして父を失い、貧苦の中を成長して自立した。北魏の太和年間、河北郡太守の司馬悦に召されて中正となった。503年（景明4年）、司馬悦が別将となり、軍を率いて南朝梁の義陽を攻撃すると、裴瑗は召されて中兵参軍となった。翌504年（正始元年）に義陽を陥落させて凱旋すると、裴瑗は奉朝請となり、給事中に転じ、汝南王元悦の下で郎中令となった。元悦は散財が激しく、国からの俸給が入るたびに、1日のうちに分賜し尽くしてしまっていた。裴瑗は分賜の受け取りの多くを断り、手持ちのなくなった元悦のもとを訪れて奉貢をおこなっていた。元悦は気分の変わりやすい性格であったが、裴瑗のことは気に入って褒めていた。元悦が太尉となると、裴瑗はその下で従事中郎となり、驍騎将軍の号を受けた。孝明帝の末年、裴瑗は汝南郡太守となったが、赴任せず、太原郡太守に転じた。528年（武泰元年）、孝明帝が殺害され、爾朱栄が洛陽に入ったが、裴瑗は爾朱栄に協力して、五原県開国子に封じられた。まもなく行并州事となり、平北将軍・殷州刺史に転じた。東魏の孝静帝の初年、衛将軍・東雍州刺史に任じられた。539年（興和元年）、死去した。享年は73。
子の裴夷吾は、武定末年に徐州驃騎府長流参軍となった。

## 伝記資料
- 『魏書』巻69 列伝第57
- 『北史』巻38 列伝第26